# Alstroemeria malmeana
Alstroemeria malmeana este o specie de plante monocotiledonate din genul Alstroemeria, familia Alstroemeriaceae, descrisă de Friedrich Fritz Wilhelm Ludwig Kraenzlin. Conform Catalogue of Life specia Alstroemeria malmeana nu are subspecii cunoscute.